# Jean-Pierre Blanchard

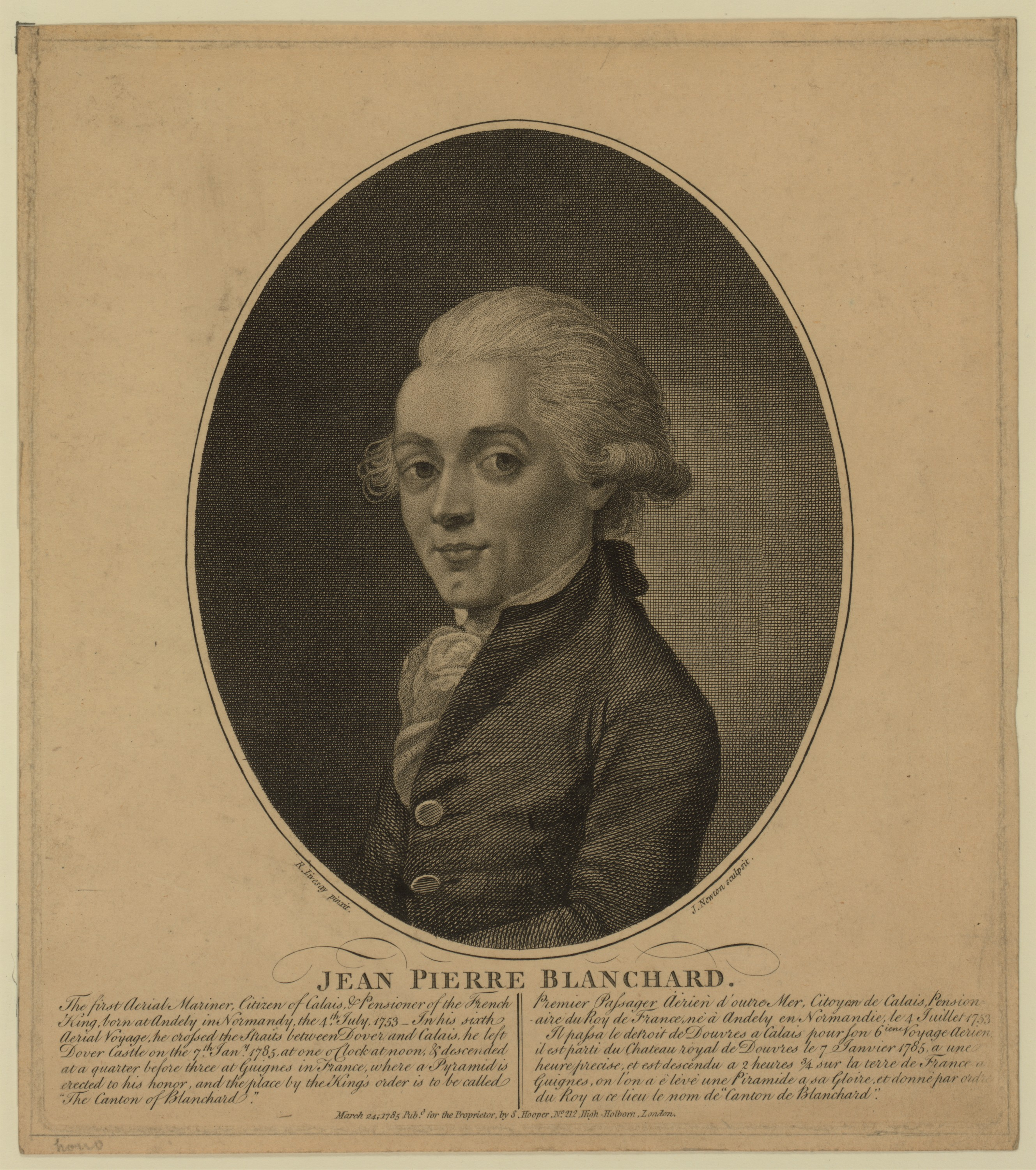
Jean-Pierre Blanchard, vor 1786

Jean-Pierre (auch Nicolas François) Blanchard (* 4. Juli 1753 in Les Andelys; † 7. März 1809 bei Paris) war ein französischer Ballonfahrer. Er war der erste Mensch, der eine Luftreise in Deutschland (1785), in der Schweiz (1788) und den USA (1793) unternahm, den Ärmelkanal auf dem Luftweg überquerte und sich durch einen Fallschirmsprung rettete.

## Leben
Jean-Pierre Blanchard experimentierte zunächst erfolglos mit eigenen Flugapparaten, die auf der Grundlage von Schlagflügeln beruhten. Nach der Entwicklung des Heißluftballons durch die Brüder Montgolfier und des Gasballons durch Jacques Alexandre César Charles im Jahre 1783 wandte er sich der Ballonfahrt zu; am 2. März 1784 startete er vom Marsfeld in Paris zu seiner ersten Ballonfahrt mit einem mit Wasserstoff gefüllten Ballon. Er fuhr über die Seine und wieder zurück. Am 18. Juli 1784 befanden sich Blanchard und sein Begleiter nach einer erfolgreichen Ballonfahrt in der Normandie im Landeanflug. Anekdotisch wird berichtet, dass die Ballonfahrer von Scharen wild gestikulierender herbeilaufender Bauern ungläubig in Empfang genommen wurden. Einige fielen auf die Knie, falteten die Hände zum Gebet, andere rannten vor Entsetzen davon. Einer der Männer am Boden soll nach oben gerufen haben „Seid ihr Menschen oder Götter? Gebt euch zu erkennen!“ – „Wir sind Menschen wie ihr!“, sollen die Luftfahrtpioniere entgegnet haben und zum Beweis ihre Mäntel hinab geworfen haben.
Am 7. Januar 1785 überquerte er als Erster zusammen mit dem Arzt John Jeffries den Ärmelkanal von Dover nach Calais in zwei Stunden und 25 Minuten in einer abenteuerlichen Fahrt mit einem Gasballon. Die Ballonfahrer mussten schließlich allen Ballast (bis auf ihre Unterhosen) abwerfen und von der Gondel in die Halteseile klettern, um nicht abzustürzen. In Calais erwartete sie ein begeisterter Empfang. Blanchard wurde zum Ehrenbürger von Calais ernannt und erhielt vom französischen König eine lebenslange Zahlung in Höhe von 1200 Livres jährlich.

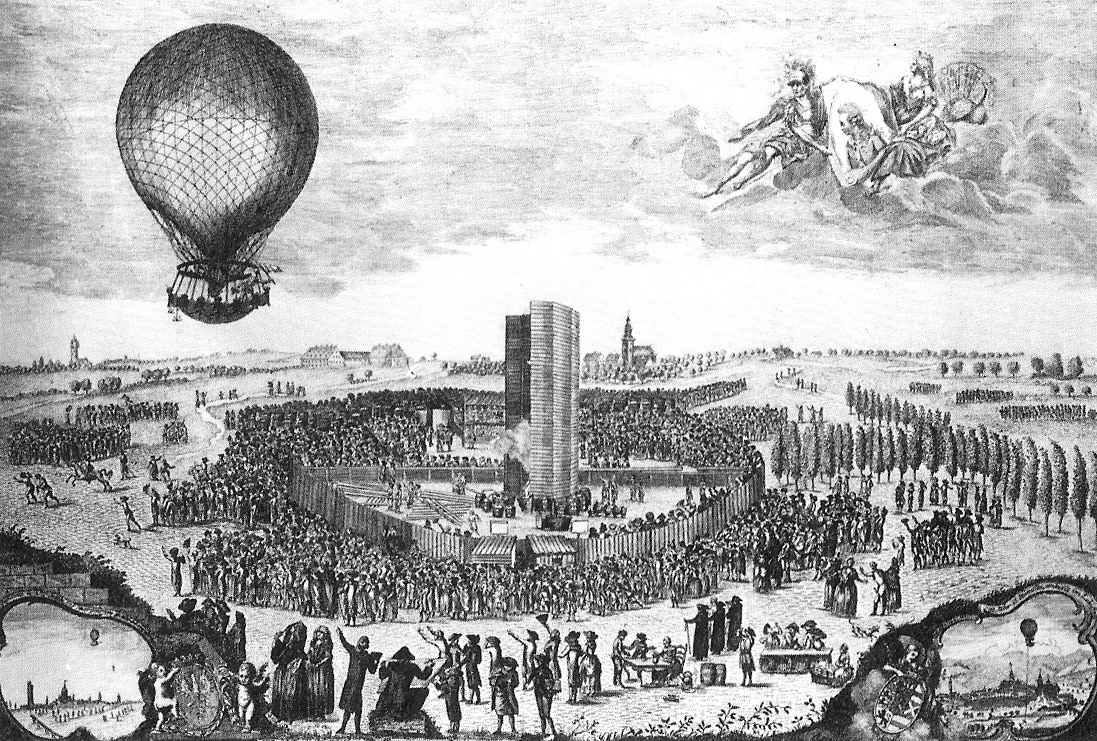
Blanchard steigt am 3. Oktober 1785 von der Bornheimer Heide mit seinem Gasballon auf (Zeitgenössischer Stich, anonym).

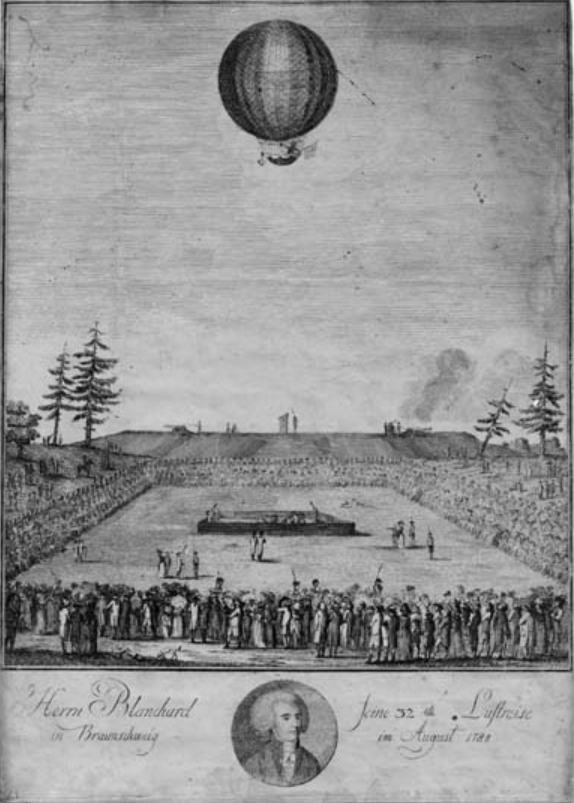
Zeitgenössischer Kupferstich:
„Herrn Blanchard seine 32te Luftreise
in Braunschweig im August 1788“

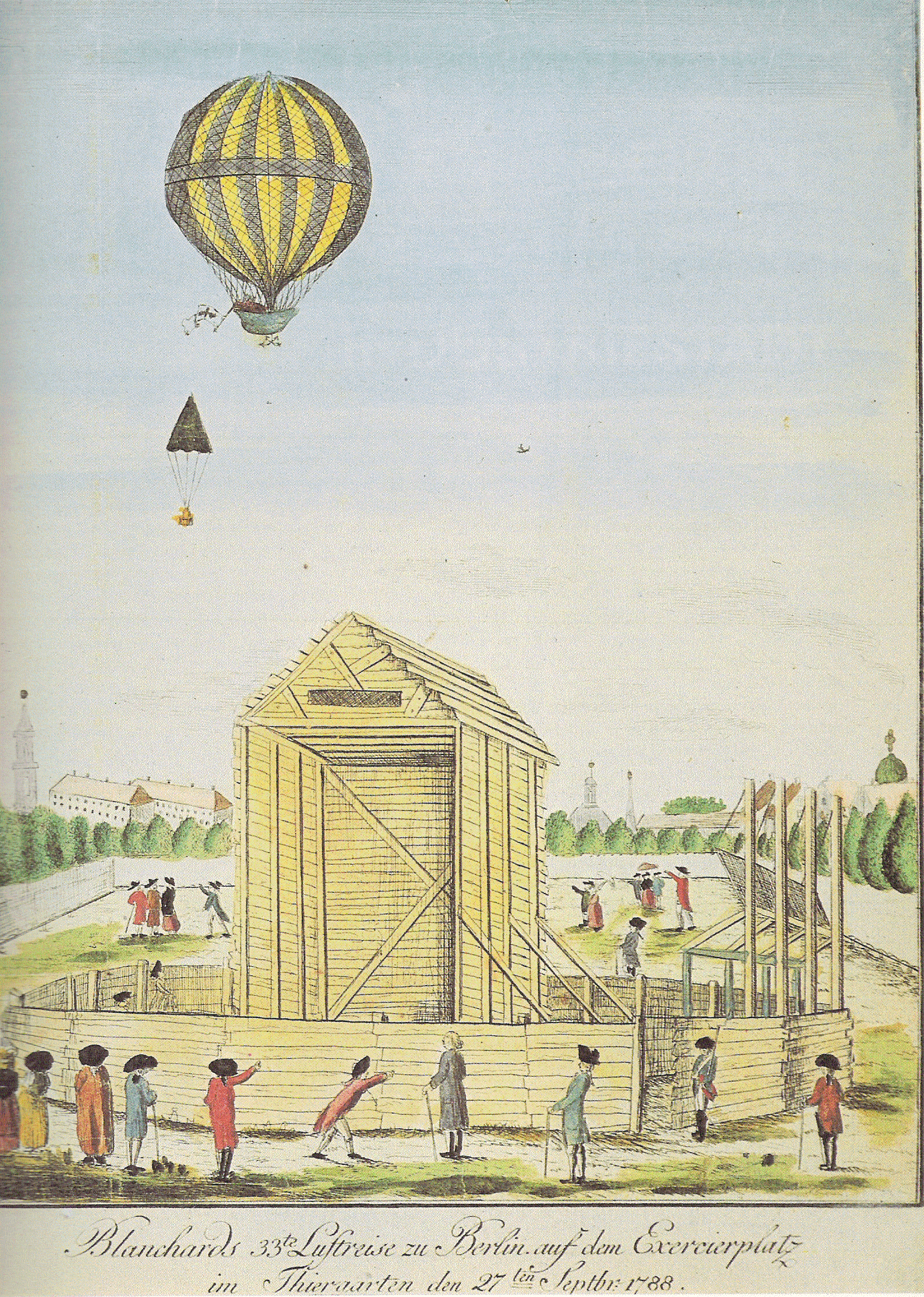
Am 27. September 1788 führte Blanchard den staunenden Berlinern seine Flugkünste vor.

Danach trat er öffentlich als Ballonschausteller auf. Am 3. Oktober 1785 startete er in Frankfurt am Main anlässlich der Herbstmesse zur ersten Luftreise in Deutschland und fuhr von der Bornheimer Heide bei Bornheim nach Weilburg an der Lahn. Blanchard nahm für sich die Erfindung des Fallschirms in Anspruch und ließ bei diesem Aufstieg erstmals seinen Hund mit dem Fallschirm zur Erde herunterschweben, der auch wohlbehalten sein Ziel erreichte.
Dieser Fallschirm rettete Blanchard am 21. November 1785 das Leben. Nach dem Start in Gent drohte sein Ballon wegen Überdrucks zu platzen. Blanchard stieß einige Löcher in die Hülle, um dies zu verhindern. Das Gas strömte jetzt aber so schnell aus, dass ein Absturz unmittelbar bevorstand und er sich nur noch mit seinem Fallschirm retten konnte. Das war der erste verbürgte – wenn auch unfreiwillige – Fallschirmabsprung eines Menschen aus großer Höhe; Louis-Sébastien Lenormand (1757–1837) war zwei Jahre zuvor vom Observatorium seiner Heimatstadt Montpellier gesprungen. Zudem stellte dies die erste Luftrettung in der Geschichte der Luftfahrt dar.
Am 23. August 1786 startete er ein weiteres Mal in Deutschland und stieg in Hamburg auf, wobei er einen Hammel am Fallschirm wohlbehalten zur Erde schweben ließ. Im Jahr 1787 stieg der Blanchardsche Luftballon in Nürnberg auf, ein Ereignis, das auch dort großes Publikum fand. Zwei Jahre später unternahm Blanchard einen Aufstieg vor den Toren der Stadt Braunschweig. Dieses Ereignis, am 10. August 1788, verarbeitete der Schriftsteller Adolph Freiherr Knigge (1752–1796) zu seinem satirischen Roman Die Reise nach Braunschweig.
Am 27. September 1788, stieg Blanchard in Berlin vom Exerzierplatz im Tiergarten auf und landete im Gebiet des heutigen Ortsteils Karow, wo heute der Ballonplatz und die Blanchardstraße an dieses Ereignis erinnern. Nach einer Vorführung im Jahr 1790 in Hannover ernannte ihn der Magistrat der Stadt zum Ehrenbürger.

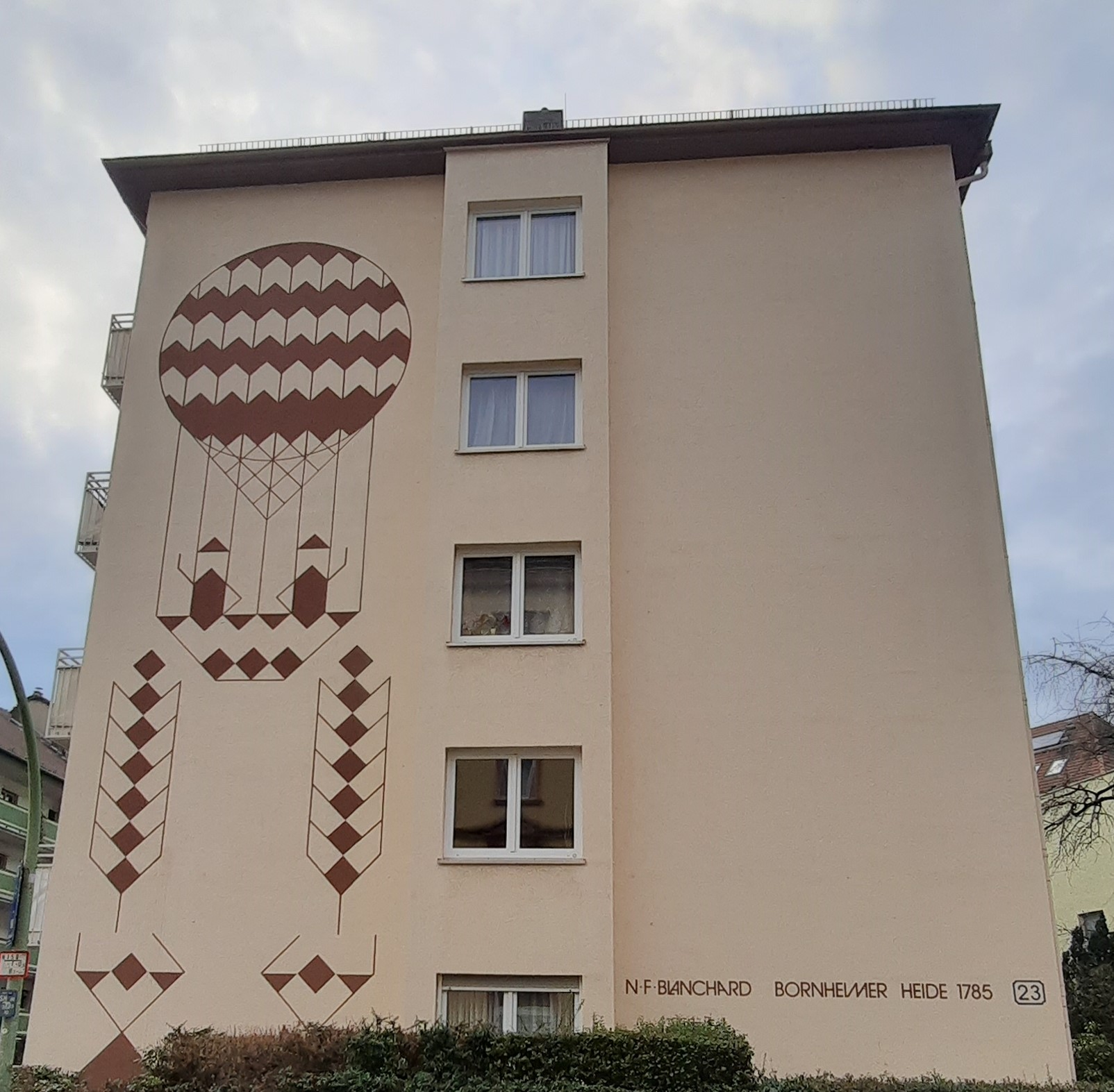
Wandbild in Frankfurt am Main, Heidestrasse Ecke Schopenhauer Straße, zur Erinnerung an die Ballonfahrt vom 3. Oktober 1785

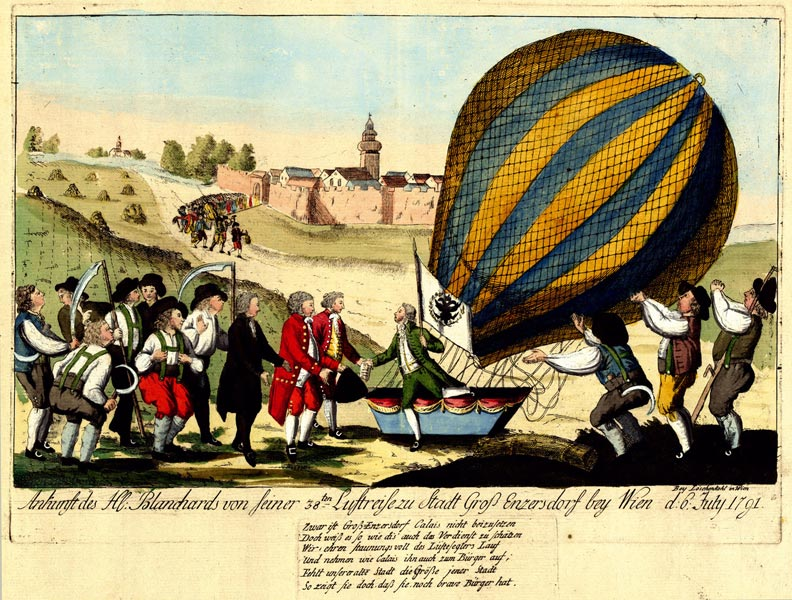
Blanchard landet in Groß-Enzersdorf, 7 km östlich von Wien

Einen weiteren Aufstieg mit seinem Wasserstoffballon vollführte er am 6. Juli 1791 in Wien. Er hob von einer Wiese im Prater ab und landete im östlichen Vorort Groß-Enzersdorf. Unter den Augenzeugen dieser Ballonfahrt befand sich Emanuel Schikaneder, der damals am Libretto zur Zauberflöte schrieb. Das Ereignis verarbeitete Schikaneder, indem er in der Zauberflöte drei Knaben mittels eines Ballons davonschweben ließ.
Zu Nürnberg führte Blanchard seine 28. Gasballonfahrt am 12. November 1787 durch. Nach dem Start liefen tausende der auf 50.000 bis 60.000 Menschen geschätzte Zuschauermenge über die abgeernteten Felder hinweg dem Ballon hinterher. Bis heute hat sich in Nürnberg die Redensart: „No schau’ ner hie, der rennt wie beim Blenscherd.“ erhalten.
Blanchard startete auch die erste Ballonfahrt in der Neuen Welt. Er stieg in Philadelphia am 9. Januar 1793 in der Gegenwart George Washingtons in die Lüfte und landete in Deptford, Gloucester County, New Jersey.
Im Jahre 1804 heiratet er die sechsundzwanzigjährige Marie Madeleine Sophie Armant, die sich ebenfalls zur begeisterten Ballonfahrerin entwickelte. So überquerte Sophie Blanchard gemeinsam mit ihrem Gatten den Ärmelkanal in der Gegenrichtung von Calais nach Dover.
Als Blanchard am 7. März 1809 während einer Ballonfahrt an einem Schlaganfall verstarb, setzte seine Frau als erste Ballonfahrerin die Reihe von Schauvorführungen fort.

## Zu den Vornamen
Die am häufigsten vorkommende Vornamenkombination ist „Jean-Pierre“. Allerdings ist als weitere Vornamengruppe auch „Nicolas Francois“ überliefert. Für den alleingestellten Vornamen Nicolas findet man allerdings nur einen sehr schwachen Beleg. Für die Namensgebung „Nicolas Francois“ oder auch „N.F.“ sprechen besonders die Menge an auffindbaren älteren Belegen. Für den Grund der im Lauf der Zeit – in etwa ab 1910 beobachtbaren – sich ändernden Vornamensverwendung konnte keine Quelle gefunden werden. Allerdings kennzeichnet die Französische Nationalbibliothek den Namen „Nicolas Francois“ als Forme(s) rejetée(s), übersetzt „Zurückgewiesene Form“.

## Ehrungen
- Nach Jean-Pierre Blanchard sind ein etwa 40 km durchmessender Mondkrater und der Blanchard-Gletscher in der Antarktis benannt.
- In Frankfurt am Main ist die Blanchardstraße im Stadtteil Bockenheim nach ihm benannt.[10]
- In Braunschweig ist der Blanchardplatz im Nördlichen Ringgebiet nach Jean-Pierre Blanchard benannt.[11]
- Im Leipziger Ortsteil Großzschocher ist der Blanchardweg nach ihm benannt.[12]
- In Groß-Enzersdorf gibt es in der Innenstadt die Blanchardgasse.[13]

## Trivia
Blanchard findet im ersten Seeabenteuer in Wunderbare Reisen zu Wasser und zu Lande des Freiherrn von Münchhausen Erwähnung. Dies geht vermutlich auf eine Mitarbeit von Georg Christoph Lichtenberg zurück, der sich in seinen Aphorismen gelegentlich über Blanchard lustig machte.